# Mexistenasellus parzefalli
Mexistenasellus parzefalli is een pissebed uit de familie Stenasellidae. De wetenschappelijke naam van de soort is voor het eerst geldig gepubliceerd in 1972 door Magniez.